# Miroslav Junec
Miroslav Junec (3 de març de 1959) va ser un ciclista txecoslovac que s'especialitzà en la pista. Va guanyar una medalla de bronze al Campionat del món en Persecució per equips de 1987. Com a júnior, havia guanyat el campionat del món de puntuació.

## Palmarès
- 1977
  -  Campió del món júnior en Puntuació